# 2010年西巴布亞水災
2010年西巴布亞水災於2010年10月6日發生在印尼東部的西巴布亞省。水災集中在該省的瓦西奧爾鎮，為當地帶來暴雨並導致河流氾濫，更引發山崩。
截至2010年10月12日，據報至少有145人在水災中身亡。
2010年10月12日，印尼總統蘇西洛·班邦·尤多約諾前往該區視察。許多倖存者疏散到曼諾瓦里。水災過後，雖然瓦西奧爾鎮的居民大規模遷移至曼諾瓦里，但大量援助物資仍被錯誤地送往瓦西奧爾鎮。官員和非政府組織將此錯誤歸咎於誤傳。
截至2010年12月，政府計畫將5,100戶（約7,900人）搬遷至臨時安置點，作為受水災影響的人口搬遷計畫的一部分。
印尼政府將本次水災歸咎於暴雨，而非當地人的非法砍伐和森林砍伐。